# اوداته، آکیتا
اوداته، آکیتا از شهرهای استان آکیتا ژاپن است که جمعیت آن در ۱ ژانویه ۲۰۰۸ ۸۰٬۵۸۷ نفر بوده‌است.